# Deflexula microspora
Deflexula microspora är en svampart som beskrevs av Corner 1966. Deflexula microspora ingår i släktet Deflexula och familjen mattsvampar.   Inga underarter finns listade i Catalogue of Life.